# São Sebastião (Setúbal)
A Freguesia de São Sebastião é uma freguesia portuguesa do Município de Setúbal com 19,64 km² de área e 52 627 habitantes (censo de 2021), tendo, por isso, uma densidade populacional de 2 679,6 hab./km².
No censo de 2021, foi a sétima freguesia portuguesa em número de residentes.
O território desta freguesia abrange parte da cidade de Setúbal englobando os bairros de S. Domingos, Bairro Conceição, Bairro Santos Nicolau, Bairro Humberto Delgado, Terroa, Bairro do Peixe Frito, Manteigadas, Bairro Fonte do Lavra, Monte Belo Norte e Sul, Azeda e Nova Azeda, Tebaida, Baptista, Pinheirinhos, Camarinha, Dias, Fontaínhas, Palhais Alto, Monarquina, Vale de Cerejeiras, Aranguês, Tetra e Bela Vista.

## Demografia
A população registada nos censos foi:
| Distribuição da População por Grupos Etários | Distribuição da População por Grupos Etários | Distribuição da População por Grupos Etários | Distribuição da População por Grupos Etários | Distribuição da População por Grupos Etários |
| -------------------------------------------- | -------------------------------------------- | -------------------------------------------- | -------------------------------------------- | -------------------------------------------- |
| Ano                                          | 0-14 Anos                                    | 15-24 Anos                                   | 25-64 Anos                                   | > 65 Anos                                    |
| 2001                                         | 9212                                         | 8053                                         | 29216                                        | 6333                                         |
| 2011                                         | 9134                                         | 5752                                         | 29600                                        | 8056                                         |
| 2021                                         | 7951                                         | 6045                                         | 27900                                        | 10731                                        |

## História
A história da freguesia de S. Sebastião começa a 14 de março de 1553 por uma «Carta de Desmembração e Separação e Nova Criação de Igrejas Matrizes», que foi dada pelo Arcebispo de Lisboa, D. Fernando, sendo composta por trezentos e sessenta e um fogos disseminados pelos lugares de Palhais e Fontaínhas e por diversas ruas situadas no recinto amuralhado medievo, entre o postigo do Ouvidor e a Porta da Vila.
A divisão então realizada com a paróquia de Santa Maria passava mais a ocidente do que a linha divisória atual.
A criação desta freguesia constitui a consagração do crescimento de Setúbal para Este da linha de muralhas e é subsequente à ordem real de abertura da Porta de S. Sebastião, em 1533, de modo a que melhor se servisse a população.
O nome de Porta de S. Sebastião provém da Ermida de S. Sebastião, que existia defronte à nova porta, e que tinha sido fundada em 1490, no centro do atual Largo do Miradouro.
Neste templo ficou instituída a paróquia que aí esteve até 1821, data em que foi mudada para a Igreja do Convento dos Grilos e em 1835 transitou para a Igreja do Convento de S. Domingos, entretanto extinto, onde ainda se encontra na atualidade.
A primitiva Ermida de S. Sebastião que havia tido grandes remodelações no século XVII e remodelada no século XVIII, ficou muito abalada com o terramoto de 1755, não conseguindo, após esse fatídico acontecimento e apesar das obras feitas, escapar à ruína, vindo a ser demolida entre 1849 e 1857, por ordem da Câmara Municipal.
Entre a segunda metade do século XVI e finais do século XVIII, a freguesia recebeu instituições religiosas de grande importância. O primeiro foi o Convento de S. Domingos, fundado entre 1564 e 1566, de que se mantém a igreja de estrutura quinhentista, reconstituída após 1755 e algumas das estruturas conventuais.
O Colégio dos Jesuítas, que foi criado em 1655 e ampliado em 1703, e que se encostou ao lado exterior da muralha, levando ao entaipamento da Porta dos Apóstolos. Foi ocupado, depois da expulsão da Ordem dos Jesuítas, por Freiras Bernardas e adaptado a palácio burguês no século XIX.
De 1565 data o Convento de Nossa Senhora da Boa-Hora, da Ordem de Santo Agostinho, edifício que depois da extinção das ordens religiosas foi ocupado pelo primeiro liceu municipal do País e onde se encontra atualmente o tribunal.
Foi na casa n° 10-12 da Rua de S. Domingos, desta freguesia, que nasceu em 15 de setembro de 1765 o genial poeta Manuel Maria Barbosa du Bocage.
No final do século XIX foi construído o Bairro Baptista, que beneficiou da inauguração da via ferroviária que ligava Setúbal ao Barreiro e da Praça de Touros D. Carlos.
O século XX trouxe à Cidade de Setúbal, mas muito marcadamente à freguesia de S. Sebastião, um enorme crescimento populacional a acompanhar o desenvolvimento da indústria conserveira que, nos anos vinte, surgem nos bairros da Monarquina e de S. Nicolau, que consolidam o crescimento para a zona ribeirinha. Com a Implantação da República, o nome da freguesia foi mudado para Bocage, em 1915, retomando o seu nome original com a queda do regime.
A freguesia continua a crescer com a criação dos bairros da Conceição e Carmona, criados nos anos quarenta.
A freguesia de S. Sebastião possui um importante património naval histórico, ressaltando os galeões, que vieram para o Sado cerca de 1890, a partir de Huelva. A razão da sua vinda relaciona-se, diretamente, com a indústria conserveira que gerava a necessidade de grandes quantidades de pescado.

## Figuras
- Manuel Maria Barbosa du Bocage, nascido nesta freguesia.

## Património
- Igreja Paroquial de São Sebastião ou Igreja do antigo Convento de São Domingos, (incluindo parte do claustro)